# مشنی
مشنی (به ارمنی: Մշենի) یک منطقهٔ مسکونی در جمهوری آرتساخ است که در استان کاشاتاق واقع شده‌است.